# Carabus schaudoirianus
Carabus (Neoplectes) schaudoirianus — вид жужелиц рода Carabus, подрода Neoplectes, эндемичный для западной Грузии.

## Систематика
C. schaudoirianus по внешнему виду похож на близкого C. lafertei, от которого отличается строением эндофаллуса. От других представителей Neoplectes так же отличается строением гениталий самцов и внешним видом. Ниже приводится сравнительная таблица между близкими видами.

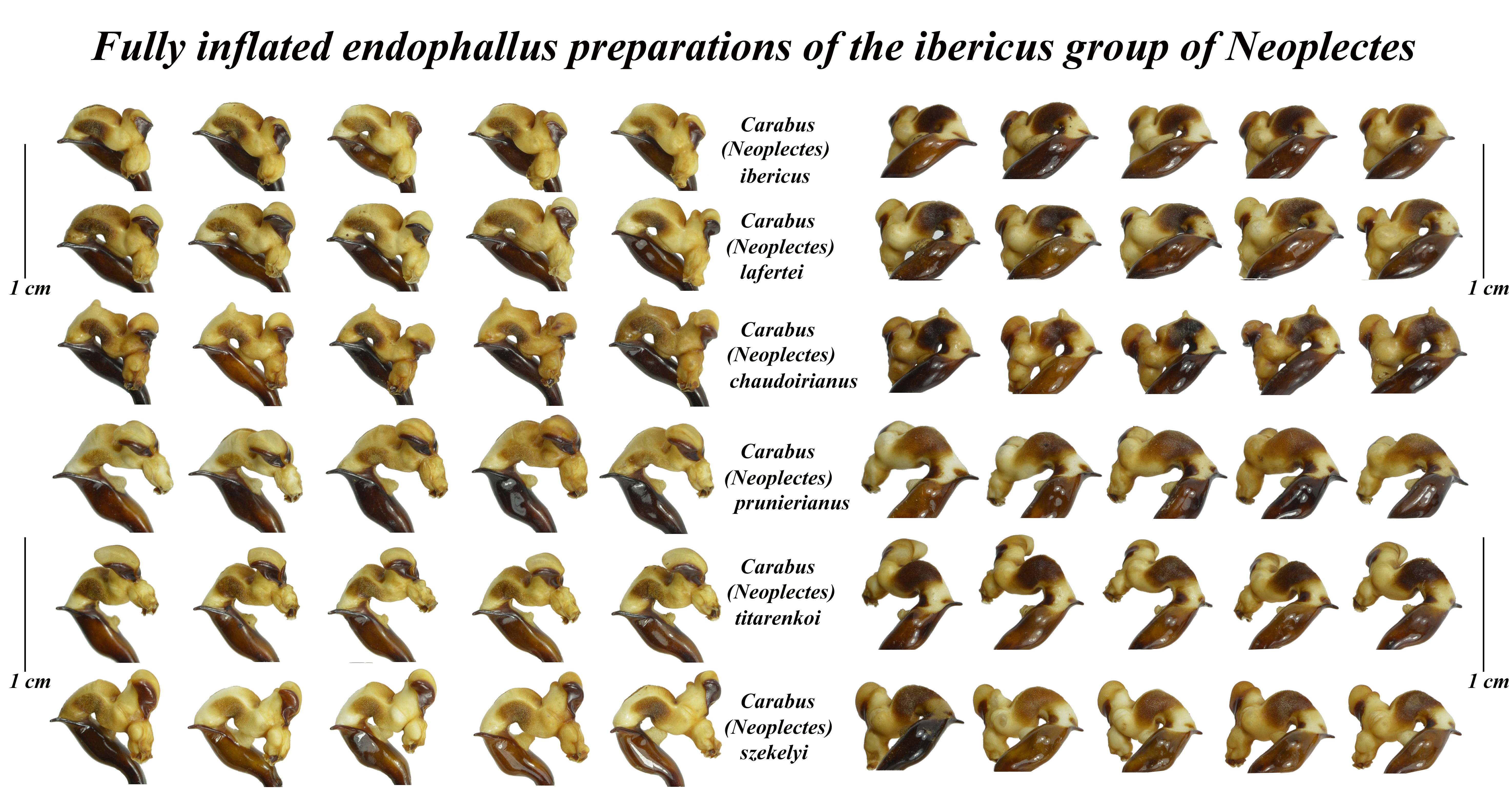
Сравнительная таблица строения эндофаллуса группы "Neoplectes ibericus"

## Ареал
Вид распространен в западной части республики Грузия, в западной части Аджаро-Имеретинского (Месхетского) хребта и по долине реки Кваблиани.

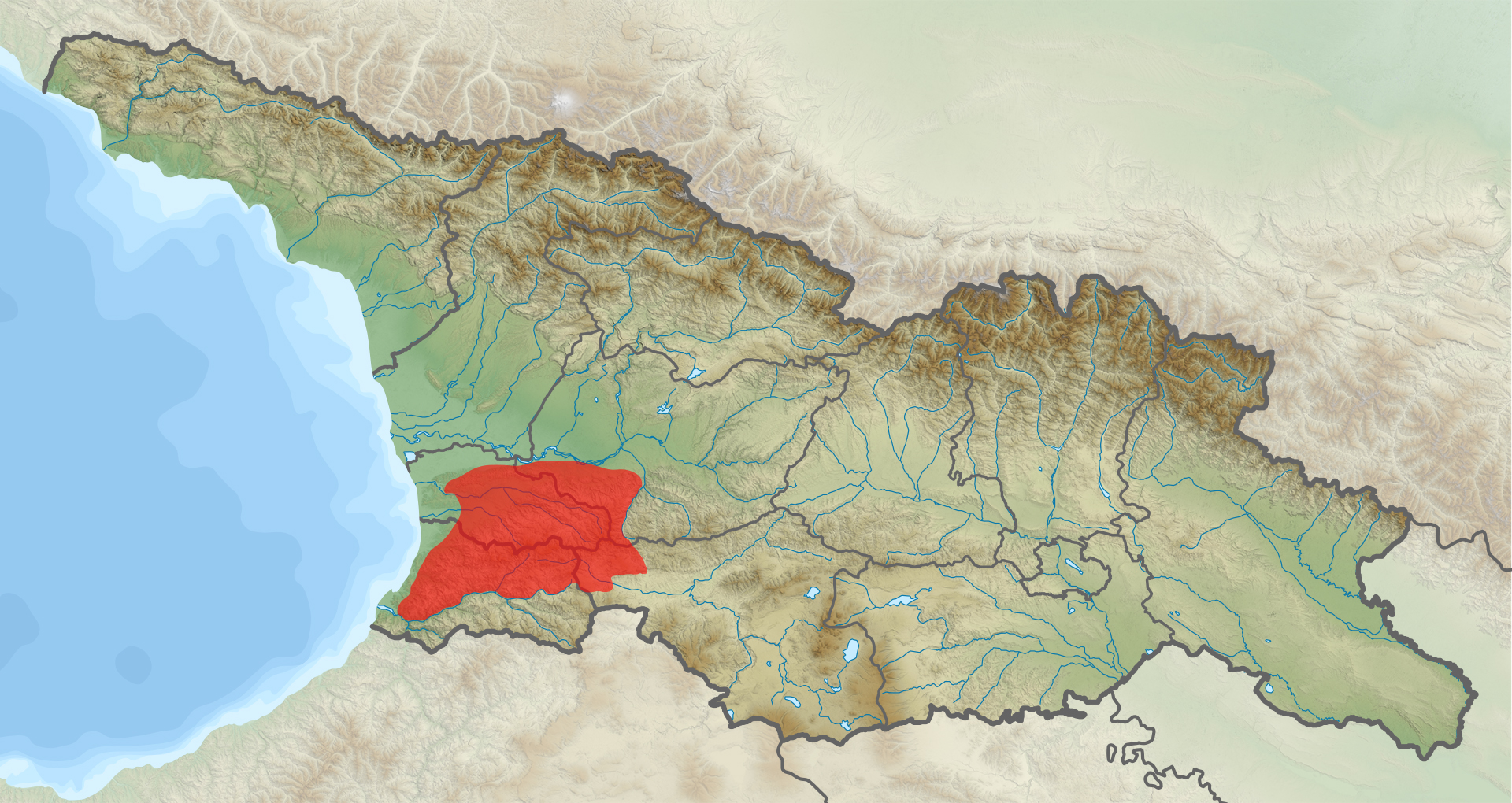
Карта распространения Carabus (Neoplectes) schaudoirianus

- Типовое место "Batumi" [2]

## Особенности экологии
Вид обитает в лесной зоне от высоты 500 метров над уровнем моря, поднимаясь до высоты 1700 метров над уровнем моря. Имаго активны с момента таяния снега.